# Mayantigo
Mayantigo es el nombre de uno de los reyes o caudillos aborígenes que existían en la isla de La Palma en los momentos de la conquista europea a finales del siglo xv.
Su nombre lo traducen los historiadores como 'pedazo de cielo' «por su gentileza y buena postura», indicando que luego se le conoció también como Aganeye, que quiere decir 'brazo cortado', por haber perdido el miembro durante una batalla.

## Biografía
Mayantigo era hijo de Dahentire y el señor o capitán del cantón o bando de Adirane, que se corresponde aproximadamente con los modernos términos municipales de Los Llanos de Aridane, El Paso —excluyéndose la Caldera de Taburiente— y Tazacorte.
El historiador Juan de Abreu Galindo refiere cómo Mayantigo, en guerra con Ehentire señor del bando de Ahenguareme, resultó malherido en el brazo, infestándosele luego de tal manera la herida que el propio Mayantigo se cortó el brazo izquierdo por debajo del codo, de donde le vino el sobrenombre antes mencionado.
Más tarde, durante un enfrentamiento entre Tanausú y Atogmatoma, señores de Aceró y Tijarafe respectivamente, Mayantigo acudió a socorrer a su primo Tanausú. En una refriega es capturado su padre, batallando duramente Mayantigo para liberarlo. Al día siguiente se desarrolló una gran batalla entre todos los señores de la isla en los llanos de Adirane, resultando derrotado Atogmatoma, que era tenido por el más poderoso de los jefes de la isla. Luego de esta batalla, y para evitar que los demás señores se aliasen de nuevo contra él, Atogmatoma casó a su hija Tinabuna con Mayantigo.
El autor Benigno Carballo Wangüemert, en su obra Las Afortunadas: viaje descriptivo a las islas Canarias publicada en 1862, recogió a su paso por La Palma un romance cantado por unos pastores que referían la historia de la rivalidad que hubo entre Mayantigo y el rey de Aceró —que él nombra como Tenacen— por el amor de Acerina durante mucho tiempo. Finalmente, la joven convocó a los dos pretendientes en las alturas de Taburiente y se decidió por Tenacen.
Hacia 1491 o 1492 llega a La Palma la aborigen cristianizada Francisca Palmesa, quien había sido enviada por el gobernador de Gran Canaria Francisco Maldonado para que parlamentara con los capitanes de la isla en respuesta a una petición previa de algunos de ellos de que querían ser cristianos. Francisca cumple su cometido y lleva a unos pocos a Gran Canaria, entre los que se encontraba Mayantigo, donde firman un pacto de sumisión con el gobernador y son bautizados en la catedral de Las Palmas. Así, a la llegada a finales de 1492 del capitán Alonso Fernández de Lugo con sus tropas conquistadoras, Mayantigo y la mayoría de los demás señores se rinden pacíficamente, a excepción de Tanausú, tanto por las paces asentadas con el gobernador Maldonado como con los vecinos de la isla de El Hierro por protegerse de las razias que estos solían hacer.
En mayo de 1493 finaliza la conquista de La Palma, y con ella el reinado efectivo de Mayantigo.